# Johannes Cuno
Pour les articles homonymes, voir Cuno.
Johannes Cuno (appelé aussi en français Jean Cuno ou Cono) est un dominicain et humaniste allemand de l'époque de la Renaissance, né à Nuremberg en 1462 ou 1463, mort à Bâle le 21 février 1513. Éminent helléniste, il a beaucoup contribué à la diffusion des études grecques.

## Biographie
Issu d'une famille modeste, il entra au couvent des dominicains de Nuremberg vers 1480. Il s'initia aux études grecques auprès de Willibald Pirckheimer, puis, à partir de 1496, à Heidelberg auprès de Johannes Reuchlin. Il fréquenta aussi le cercle humaniste entourant Jean de Dalberg, évêque de Worms. Vers la fin du siècle, il se rendit à Venise, où il rencontra l'imprimeur humaniste Alde Manuce et son collaborateur grec Marcus Musurus. En 1501, il exerça une charge d'enseignement au couvent dominicain de Liebenau, près de Worms. En 1504, il était à Venise auprès d'Alde Manuce, qui le chargea en 1505 d'une mission auprès de l'empereur Maximilien Ier. De 1506 à 1509, il suivit les leçons de Marcus Musurus à l'Université de Padoue. En 1510, il s'installa à Bâle où il devint correcteur de l'imprimerie de Johann Amerbach, et aussi précepteur de ses fils. Il donna également alors des cours de grec suivis notamment par Beatus Rhenanus. À sa mort, il légua son fonds documentaire d'helléniste à ce dernier, qui le transmit lui-même plus tard à la bibliothèque humaniste de Sélestat.
Son intérêt se porta sur les auteurs classiques grecs, et aussi sur la patristique. Accessoirement, il étudia les points de controverse théologique opposant les Églises d'Orient et d'Occident. Son activité, en dehors de l'enseignement, fut celle d'un copiste, d'un traducteur du grec au latin, et d'un éditeur de textes. Il travailla sur l'édition de saint Jérôme de Johann Amerbach. Il traduisit des textes de plusieurs Pères de l'Église grecque (Grégoire de Nazianze, Grégoire de Nysse, Jean Chrysostome ; également le De natura hominis de Némésios d'Émèse, alors attribué à Grégoire de Nysse).